# 穰明德
穰明德（1912年—2000年5月20日），男，江西莲花人，中华人民共和国政治人物，曾任西南交通专科学校校长，湖南省政协副主席。